# Tsingygrijskeelral
De tsingygrijskeelral (Mentocrex beankaensis synoniem: Canirallus beankaensis) is een vogel uit de familie van de Sarothruridae welke voor het eerst wetenschappelijk gepubliceerd is in 2011 door Goodman, Raherilalao & Block.

## Verspreiding en leefgebied
De soort is endemisch in Madagaskar en komt vooral voor in droge loofbossen en karstlandschappen. Naar schatting leven er nog maar ongeveer 2500 tot 10.000 tsingygrijskeelrallen in Madagaskar, mede hierdoor is de IUCN-status van deze soort kwetsbaar.